# پیرس تگزاس
پیرس تگزاس (به انگلیسی: Pierce) یک منطقهٔ مسکونی در ایالات متحده آمریکا است که در شهرستان وارتون، تگزاس واقع شده‌است. پیرس تگزاس ۲۹٫۸۷ متر بالاتر از سطح دریا واقع شده‌است.

## جغرافیا
پیرس در مختصات ۲۹°۱۴′۲۱″ شمالی ۹۶°۱۲′۰۰″ غربی / ۲۹٫۲۳۹۱۷°شمالی ۹۶٫۲۰۰۰۰°غربی واقع شده است. ref name=GNIS/> اگر چه ثبت نشده است، پیرس یک ادارهٔ پست با کدپستی ۷۷۴۶۷ دارد.  بر اساس Handbook of Texas، جامعه برآورد ۴۹ را از جمعیت در سال ۲۰۰۰ دارد. 

### اقلیم
اقلیم در این ناحیه به شکل‌های گرم، تابستان‌های مرطوب و به طور عمومی به زمستان‌های متوسط تا سرد است. بر اساس سامانهٔ Köppen Climate Classification، پیرس یک اقلیم نیمه‌گرمسیری مرطوب دارد، که با علامت "Cfa" بر روی نقشه‌های اقلیمی نشان داده می‌شود. 